# Effi Eitam
Effi Eitam (hébreu : אפרים "אפי" איתם), né le 25 juillet 1952, est un homme politique israélien d’extrême droite membre du Parti national religieux puis du parti Le Foyer juif.
Il est colon israélien dans les territoires palestiniens occupés, général de brigade et ministre de l’Habitat dans les années 2000 sous Ariel Sharon.

## Biographie
Sa carrière dans l’armée a notamment été entachée en 1988 lorsqu'un Palestinien a été tabassé à mort sur ses ordres par ses subordonnés, selon les déclarations de ces derniers.
Engagé à l’extrême droite, il siège à la Knesset de 2003 à 2009. Il s'est distingué par ses prises de position radicales et ses déclarations belliqueuses, notamment à l'égard des Palestiniens, militant pour leur expulsion massive de la Cisjordanie, et souhaitant interdire aux Arabes israéliens de participer à la vie politique israélienne, les qualifiant de « cancer » pour le pays.
Il devient par la suite PDG d'une société de forage pétrolier, particulièrement active sur le territoire occupé du Golan syrien.
Le Premier ministre Benyamin Netanyahou le choisit en 2020 pour prendre la tête du mémorial Yad Vashem. Cette désignation suscite une controverse, le mémorial étant traditionnellement dirigé par des personnalités apolitiques et consensuelles. C'est finalement Dani Dayan (en) qui lui est préféré et entre en fonction, le 22 août 2021.